# A Map of All Our Failures
 (février 2017).
Si vous disposez d'ouvrages ou d'articles de référence ou si vous connaissez des sites web de qualité traitant du thème abordé ici, merci de compléter l'article en donnant les références utiles à sa vérifiabilité et en les liant à la section « Notes et références ».
Albums de My Dying Bride
For Lies I Sire
(2009) Feel The Misery
(2015)
A Map of All Our Failures est le onzième album studio du groupe de doom metal britannique My Dying Bride, sorti en 2012.

## Liste des titres
| 1.    | Kneel Till Doomsday            | 7:52 |
| 2.    | The Poorest Waltz              | 5:08 |
| 3.    | A Tapestry Scorned             | 8:00 |
| 4.    | Like a Perpetual Funeral       | 8:32 |
| 5.    | A Map of All Our Failures      | 7:53 |
| 6.    | Hail Odysseus                  | 8:54 |
| 7.    | Within the Presence of Absence | 8:50 |
| 8.    | Abandoned as Christ            | 8:39 |
| 63:49 |                                |      |

| Piste bonus de l'édition limitée, | Piste bonus de l'édition limitée, | Piste bonus de l'édition limitée, | Piste bonus de l'édition limitée, | Piste bonus de l'édition limitée, | Piste bonus de l'édition limitée, | Piste bonus de l'édition limitée, | Piste bonus de l'édition limitée, | Piste bonus de l'édition limitée, | Piste bonus de l'édition limitée, |
| No                                | Titre                             | Durée                             |                                   |                                   |                                   |                                   |                                   |                                   |                                   |
| --------------------------------- | --------------------------------- | --------------------------------- | --------------------------------- | --------------------------------- | --------------------------------- | --------------------------------- | --------------------------------- | --------------------------------- | --------------------------------- |
| 9.                                | My Faults Are Your Reward         | 5:28                              |                                   |                                   |                                   |                                   |                                   |                                   |                                   |
| 69:17                             |                                   |                                   |                                   |                                   |                                   |                                   |                                   |                                   |                                   |

| *. | An Evening With the Bride | 1:10:43 |

## Crédits

### Membres du groupe
- Aaron Stainthorpe : chant
- Andrew Craighan (en) : guitare
- Lena Abé : basse
- Hamish Glencross (en) : guitare
- Shaun MacGowan (en) : clavier, violon

### Musicien additionnel
- Shaun "Dubya" Taylor Steels : batterie, percussions

### Production
- Production et mixage par Mags et My Dying Bride
- Ingénieur et enregistrement : Mags
- Ingénieur assistant et monteur : Grant Berry
- Artwork et design : Rhett Podersoo